# بروتوكول التفكير بصوت عالي
بروتوكول التفكير بصوت عالي (أو التفكير بصوت عالٍ ) يعرف بطريقة تُستخدم في اختبار قابلية الاستخدام لجمع البيانات في تصميم وتطوير المنتجات، أيضاً في علم النفس ومجموعة من العلوم الاجتماعية (منها القراءة والكتابة وبحوث الترجمة وصنع القرار وتتبع العمليات).

## نبذة
تساعد بروتوكولات التفكير بصوت عالٍ المشاركين يفكرون بصوت عالٍ أثناء قيامهم بمجموعة من المهام المحددة. ويُطلب منهم قول ما يتبادر إلى أذهانهم عند إكمالهم المهمة. من الممكن أن يشمل ذلك ما ينظرون إليه ، وما يفكرون به ويفعلونه ويشعرون به. ليعطي المراقبين نظرة ثاقبة على العمليات المعرفية للمشارك (وليس فقط المنتج النهائي) ، حتى يلجعل عمليات التفكير واضحة قدر الإمكان أثناء أداء المهمة. في البحث الرسمي للبروتوكول ، يتم نسخ جميع الألفاظ وتحليلها . في سياق اختبار قابلية الاستخدام ، يُطلب تدوين الملاحظات من المراقبين لما يقوله المشاركون ويفعلونه ، دون محاولة تفسير أفعالهم وكلماتهم ، ولا سيما الإشارة إلى الأماكن التي يواجهون فيها صعوبة. غالبًا يتم تسجيل جلسات الاختبار بالصوت والفيديو حتى يمكن للمطورين العودة والإشارة إلى ما فعله المشاركون وكيف كانت ردة فعلهم حيال ذلك.

## البروتوكول
تم تقديم طريقة التفكير بصوت عالٍ في مجال سهولة الاستخدام بواسطة كلايتون لويس أثناء وجوده في شركة آي بي إم ، وتم شرحها في تصميم واجهة المستخدم التي تركز على المهام: عملية مقدمة من لويس وجون ريمان. تم تطوير الطريقة بناءً على تقنيات تحليل البروتوكول بواسطة إريكسون وسيمون. ومع ذلك ، هناك بعض الاختلافات المهمة بين الطرق التي اقترحوها كل من إريكسون وسيمون من إجراء البروتوكولات وكيف يتم إجراؤها فعليًا من قبل ممارسين قابلين للاستخدام ، كما لاحظ تيد بورين وجوديث رامي. أن ظهور هذه الاختلافات من الاحتياجات المحددة وسياق اختبار قابلية الاستخدام ؛ يجب أن يكون الممارسون على دراية بهذه الاختلافات وتعديل طريقتهم لتلبية احتياجاتهم مع الاستمرار في جمع البيانات الصالحة. على سبيل المثال ، قد يحتاجون إلى المطالبة بمعلومات إضافية أكثر مما يسمحون به كل من إريكسون وسيمون ، ولكن يجب أن يحرصوا على عدم التأثير على ما يقوله المشاركون ويفعلونه.
طريقة جمع البيانات ذات الصلة ولكنها مختلفة قليلاً هي بروتوكول التحدث بصوت عالٍ . وهذا يشمل المشاركين فقط يصفون أعمالهم وليس الأفكار الأخرى. يُعتقد أن هذه الطريقة أكثر موضوعية من حيث أن المشاركين يقومون فقط بالإبلاغ عن كيفية إتمامهم للمهمة بدلاً من تفسير أو تبرير أفعالهم (انظر الأعمال القياسية   من إريكسون وسيمون). [بحاجة لمصدر]

كما وضح كوسيلا وبول  ، ينقسم بروتوكول التفكير العلني إلى نوعين مختلفين من الإجراءات التجريبية. الأول بروتوكول التفكير العلني المتزامن الذي تم جمعه أثناء المهمة. والثاني بروتوكول التفكير العلني بأثر رجعي ، والذي تم جمعه بعد المهمة، من ثم يعود المشارك من خلال الخطوات التي اتخذها سابقًا ، والتي غالبًا ما يتم دفعها بواسطة تسجيل فيديو لأنفسهم. لكل نهج مزايا وعيوب ، ولكن بشكل عام قد يكون البروتوكول المتزامن أكثر اكتمالًا ، في حين أن البروتوكول بأثر رجعي لديه فرصة أقل للتدخل في أداء المهمة.